# Boechera perstellata
Boechera perstellata là một loài thực vật có hoa trong họ Cải. Loài này được (E.L.Braun) Al-Shehbaz mô tả khoa học đầu tiên năm 2003.